# Konrad de la Fuente
Konrad de la Fuente (ur. 16 lipca 2001 w Miami) – amerykański piłkarz pochodzenia haitańskiego i dominikańskiego, występujący na pozycji skrzydłowego w szwajcarskim klubie Lausanne-Sport oraz w reprezentacji Stanów Zjednoczonych. 
Wychowanek FC Barcelony. Posiada również obywatelstwo hiszpańskie.